# Tina Stege
Tina Stege est haute représentante pour le climat de la république des Îles Marshall, l'un des pays au monde les plus vulnérables au réchauffement climatique principalement en raison de l'élévation du niveau de la mer. Elle est également porte-parole en ce qui concerne les impacts des essais nucléaires américains effectués aux Îles Marshall.

## Biographie
Kristina Eonemto Stege est née à Saipan dans les îles Mariannes du Nord et a grandi sur l'atoll de Kwajalein et à Majuro dans les îles Marshall.
Elle est allée à l'école à Honolulu puis elle obtient en 1997 un diplôme de premier cycle en sociologie de l'université de Princeton dans le New Jersey, aux États-Unis et en 2006 une maîtrise en anthropologie de l'Université d'Aix-Marseille en France,,.

### Carrière
Tina Stege commence sa carrière en 1998 au ministère des Affaires étrangères des îles Marshall. Elle travaille ensuite à l'ambassade des Îles Marshall à Washington DC où elle est responsable de la liaison avec le Congrès des États-Unis pendant près de sept ans.
En 2007, elle devient chercheuse sur un projet Terre et femmes du Forum des îles du Pacifique. En 2010, elle travaille pour le gouvernement des États-Unis sur des questions relatives à l'émigration vers les États-Unis. Elle effectue également diverses missions de conseil, notamment pour la Banque asiatique de développement.
Pour Greenpeace Aotearoa Nouvelle-Zélande, elle étudie les conséquences des essais nucléaires américains dans les îles Marshall.
Elle travaille également en étroite collaboration avec la Marshallese Education Initiative, une organisation basée dans le nord ouest de l'Arkansas, aux États-Unis, où vivent plus de 12 000 Marshallais.
En septembre 2015, Tina Stege s'adresse aux Nations unies lors de la Journée internationale pour l'élimination totale des armes nucléaires pour souligner que le peuple des Îles Marshall sait ce que c'est que de vivre dans un monde nucléarisé, après les essais nucléaires américains et leurs impacts durables.
En 2018, elle est nommée haute représentante pour le climat des Îles Marshall. Tina Stege représente son pays à la conférence de Madrid de 2019 sur les changements climatiques (COP25), en Espagne, et à la conférence de Glasgow de 2021 sur les changements climatiques (COP26) en Écosse.
Son pays est menacé par l'élévation du niveau de la mer et l'existence même de la nation des Îles Marshall est menacée. Les deux cinquièmes des bâtiments de la capitale seront inondés et plusieurs des îles Marshall disparaîtront selon un rapport de la Banque mondiale. L'impact du changement climatique se fait déjà sentir dans son pays. Une piste d'aéroport a été inondée par la mer et il y a eu une épidémie de dengue, attribuée à des températures en hausse,.

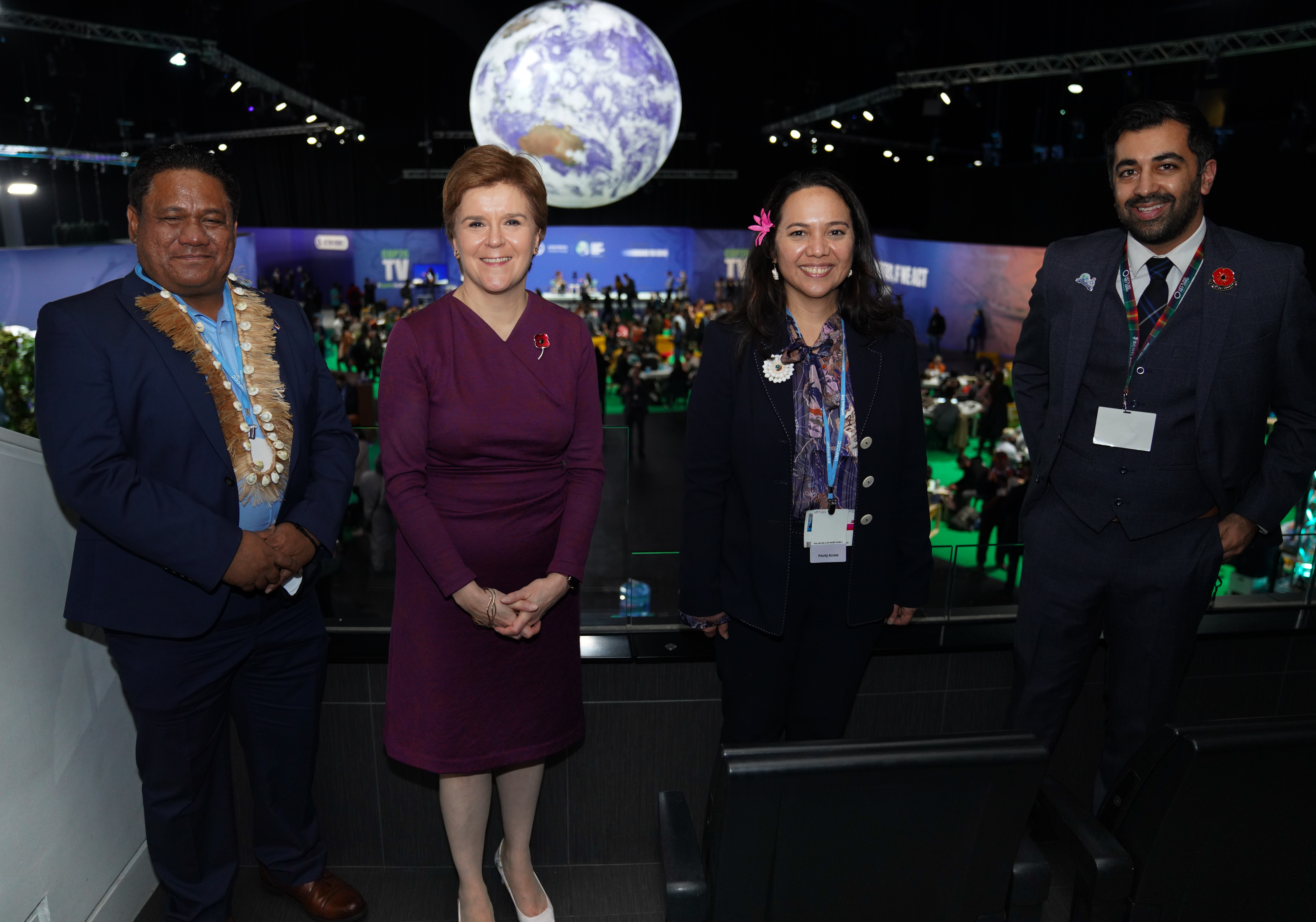
Bruce Bilimon, ministre de la Santé des Îles Marshall, Nicola Sturgeon, Premier ministre écossais, Tina Stege et le secrétaire écossais à la Santé lors de la COP26

Tina Stege est présidente de la Coalition pour une haute ambition, un bloc d’états riches et d'états en développement. Ce groupe a été formé pour relever le défi lancé par Tony deBrum, ancien ministre des Affaires étrangères des Îles Marshall, lors des négociations de l'accord de Paris qui visait à limiter le réchauffement climatique à 1,5 degré,. Lors des discussions préalables à la COP26 à Milan, Tina Stege insiste sur l'importance de la fourniture des 100 milliards de dollars par an par les pays riches pour l'adaptation,.
Pendant la COP26, elle est interviewée dans The Andrew Marr Show sur les dangers auxquels les îles Marshall sont confrontées. Elle explique en particulier les sécheresses dues aux pluies plus rares, aux puits qui deviennent saumâtres avec la montée des eaux et les plans visant à surélever les îles grâce aux fonds internationaux d'adaptation. Ces fonds sont difficiles d'accès pour un petit pays peu peuplé (environ 70 000 habitants) dont les équipes réduites doivent constituer les dossiers de requête et de suivi,. Dans son archipel, les plans d’adaptation sont appelés « plans de survie ». La ligne rouge est pour elle les 1,5 degré qui promettent déjà une montée des eaux de 50 centimètres et des inondations tous les ans,.